# Elbretornis bonapartei
Elbretornis bonapartei — викопний вид птахів підкласу Енанціорнісові (Enantiornithes).  Він мешкав близько 70 мільйонів років тому. Голотип PVL 4022 знайдений у пластах формації Лехо у провінції Сальта в Аргентині. Він складається з лівої плечової кістки, ліктьової кістки, лопатки та коракоїда. Вид названий на честь аргентинського палеонтолога Хосе Бонапарта. Назва роду Elbretornis перекладається як «птах з Ель Брете», походить від назви місцевості де знайдений голотип.